# Christ und Sozialist
Christ und Sozialist, kurz CuS, ist die Zeitschrift des Bundes der Religiösen Sozialistinnen und Sozialisten in Deutschland. Heutiger Titel ist ChristIn und SozialistIn. Kreuz und Rose (Blätter des Bundes der Religiösen Sozialistinnen und Sozialisten Deutschlands e. V.). CuS ist eine Vierteljahres-Zeitschrift und inhaltlich die einzige Zeitschrift in Deutschland, die die Worte Christentum und Sozialismus gemeinsam im Titel führt und Symbole des Christentums und Sozialismus zugleich zeigt.

## Geschichte
Christ und Sozialist erscheint seit 1948. Inhaltlicher Vorgänger ist das von 1924 bis 1930 erschienene Sonntagsblatt des arbeitenden Volkes. Von 1930 bis zum Verbot durch den Nationalsozialismus 1933 erschien Der Religiöse Sozialist. Zeitgleich erschien Das Rote Blatt der Katholischen Sozialisten von 1929 bis 1930 sowie die Zeitschrift für Religion und Sozialismus von 1929 bis 1933.

## Inhalt
Zu aktuellen Fragen der Gesellschaft sucht CuS Antworten aus christlicher Sicht und setzt sich für den interreligiösen Dialog, besonders mit Judentum und Islam ein.

## Organisation
CuS wird getragen von einem kleinen Redaktionsteam, das nach eigenen Angaben darauf achtet, dass sich „biblische, theologische Impulse durchsetzen, wie Parteinahme für die Armen, Unterdrückten und an den Rand Gedrängten, Bewahrung der bedrohten Schöpfung, Veränderung der Gesellschaft.“ CuS erhält keine Unterstützung von Parteien, Kirchen oder staatlichen Stellen und wird aus Abonnement-Einnahmen, dem Freiverkauf und durch Spenden finanziert. Die Autoren und Redaktion arbeiten ehrenamtlich.
CuS kooperierte von Mai 2005 bis April 2006 mit Neue Wege, Schweiz, und hatte eine Auflage von 2500 Exemplaren. Seit Sommer 2006 musste die Zeitschrift aus finanziellen Gründen ihre Auflage auf 500 Exemplare reduzieren. CuS wird seit August 2006 wieder in Deutschland verlegt und hat zurzeit einen Umfang von rund 70 Seiten.

## Autoren

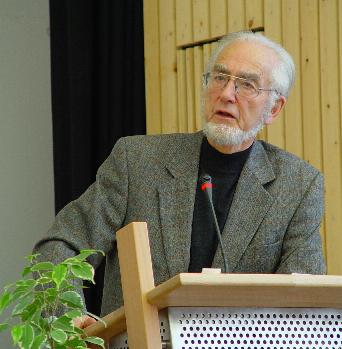
CuS-Autor Erhard Eppler bei einer Veranstaltung 2002

In CuS schrieben seit 2000 unter anderem:
- Dorothee Sölle †, evangelische Theologin
- Sebastian Gerhardt
- Detlef Hensche, ehem. IG-Medien-Vorsitzender
- Jochen Vollmer, Theologe
- Niels Annen, SPD-Politiker
- Erhard Eppler †, SPD-Politiker
- Martina Ludwig
- Franz Alt, Journalist
- Kurt Oesterle
- Friedrich-Martin Balzer
- Hermann Scheer †, SPD-Politiker
- Miriam Ortega